# Нуэстра Сеньора де Аточа
«Нуэ́стра Сеньо́ра де Ато́ча» (исп. Nuestra Señora de Atocha) — испанский галеон, затонувший 6 сентября 1622 года у побережья Флориды в результате шторма. Галеон перевозил в Испанию значительные ценности, в том числе золотые и серебряные слитки, серебряные монеты общим весом более 40 тонн, а также табак, медь, оружие и драгоценности. Точное место крушения галеона было обнаружено после многолетних поисков 20 июля 1985 года искателем сокровищ Мелом Фишером. Со дна были подняты ценности на общую сумму в 450 миллионов долларов.

## Кораблекрушение
Галеон «Нуэстра Сеньора де Аточа» входил наряду с ещё 27 судами в состав королевского флота Испании, осуществляя ежегодную перевозку грузов драгоценных металлов и ценностей из американских колоний Испании в метрополию в составе конвоев. Корабль был назван в честь одной из часовен католического собора в Мадриде. Команда судна составляла 133 человека, кроме того на борту находились восемьдесят два солдата и 48 гражданских лиц, а также рабы, всего более 260 человек.
Из места сбора флота — порта Гаваны на Кубе, конвой вышел 4 сентября 1622 года, однако к вечеру 5 сентября погода сильно ухудшилась, поднялся сильный ветер, относя суда к северу на побережье Флориды. Перегруженные слитками золота и серебра галеоны потеряли управляемость и ветром их вынесло на коралловые рифы у побережья Флориды. Из 28 галеонов затонули 8, в том числе «Нуэстра Сеньора де Аточа», «Санта-Маргарита», «Нуэстра Сеньора де Консепсьон». С галеона «Нуэстра Сеньора де Аточа» уцелело всего пятеро — трое матросов и два раба. Всего на восьми кораблях погибло 550 человек, затонуло ценностей более чем на 2 миллиона песо.
Это вызвало гнев короля Испании, который крайне нуждался в средствах для ведения Тридцатилетней войны. На несколько лет Испания попала в крайне тяжелое финансовое положение. Король распорядился любой ценой достать со дна сокровища конвоя.

## Поиски и подъём сокровищ

### Поисковые операции испанского флота
Место крушения «Нуэстра Сеньора де Аточа» находилось примерно в 56 километрах к западу от островов Ки-Уэст. Благодаря тому, что глубина в месте затопления галеона составляла всего 16 метров, в первые дни после крушения место было легко определить по торчащим из воды обломкам бизань-мачты. Однако в октябре, когда капитан Гаспар де Варгас во главе команды рабов-ныряльщиков и индейских ловцов жемчуга прибыл к месту крушения и испанцы предприняли первую попытку поднять ценности со дна, штормы разметали остатки мачт и найти точно место крушения было уже невозможно. Смогли лишь определить место крушения второго галеона с сокровищами — «Санта-Маргариты». После нескольких месяцев изнурительной работы были найдены лишь несколько кусков обшивки «Аточи» и ничего более. Ныряльщики могли работать только непродолжительное время на небольшой глубине, и у Варгаса не было возможности перемещать с места на место огромные количества подвижного песка.
В 1625 году испанцы предприняли вторую попытку поднятия со дна сокровищ «Нуэстра Сеньора де Аточа» и «Санта-Маргариты». К месту крушения прибыла поисковая партия во главе с капитаном Франсиско Нуньесом Мелианом. За следующие 4 года команда пловцов, вооружённая воздушным колоколом (изобретением Мелиана), сумела извлечь из воды в общей сложности 380 слитков серебра и 67 тысяч серебряных монет с «Санта-Маргариты», однако следов «Нуэстра Сеньора де Аточа» так и не нашли. В дальнейшем работы по поиску велись до 1641 года, но успехов не принесли. Поиск места затопления галеонов с сокровищами на долгие столетия был прекращён, и сведения о катастрофе остались лишь в испанских королевских архивах.

### Исследования и поиски Мела Фишера
К моменту начала поисков галеона на счету Мела Фишера уже было несколько крупных успехов в поисках сокровищ испанских галеонов у побережья Флориды. Для поисков «Нуэстра Сеньора де Аточа» Фишер организовал фирму «Трэжерс Сэлворз Инкорпорейтед» и привлёк инвесторов. На помощь ему пришёл историк Юджин Лайонз, который проделал работу в испанских архивах, чтобы выяснить хотя бы примерный район поисков, которые начались в 1970 году.
К лету 1971 года размеры обследованной зоны составили 120 тысяч квадратных миль. Для того чтобы найти затонувший галеон, Фишер использовал ряд технически новаторских решений, например он применял изобретённые им «почтовые ящики» — изогнутые цилиндры, крепившийся под гребными винтами катера и направлявший струю воды вертикально вниз. С помощью такого водомёта за десять минут в песке вымывалась яма в тридцать футов шириной и десять футов глубиной.
В 1975 году Для Фишера был шестой сезон поисков «Аточи». Были найдены множество 8-реаловых монет и три золотых слитка и пять бронзовых пушек с галеона «Нуэстра Сеньора де Аточа». В тридцати метрах от первой находки были обнаружены ещё четыре бронзовые пушки. 19 июля 1975 года Дирк Фишер, сын Мела Фишера, погиб в результате крушения одного из буксиров, использовавшихся для поисков. Вместе с Дирком погибла его жена Анхель.
Летом 1980 года магнитометр показал наличие на дне крупных металлических предметов. Ими оказались ещё один якорь и медный котёл. Затем поблизости были обнаружены груда балластных камней, а также изделия из керамики и россыпь монет.
Утром 20 июля 1985 года было обнаружено нагромождение спёкшихся серебряных слитков. В сорока милях от Ки-Уэста и в десяти от архипелага островков Маркесас-Кис лежала главная часть груза галеона «Нуэстра Сеньора де Аточа». Итог работ по поиску сокровищ — 3200 изумрудов, сто пятьдесят тысяч серебряных монет и свыше тысячи слитков серебра весом в среднем около сорока килограммов каждый.
4 июля 2011 года было найдено 10-каратное золотое кольцо с изумрудом, которое было оценено в 500 тысяч долларов. Также были найдены две серебряные ложки и два серебряных артефакта. Они были обнаружены в 56 км к западу от острова Ки-Уэст. По словам Шона Фишера, одного из руководителей компании Mel Fisher’s Treasures, это один из самых важных артефактов, найденных в районе кораблекрушения.
В результате многолетних работ экспедиция Фишера подняла с морского дна драгоценностей на сумму 450 млн долларов. Приблизительная сумма ещё остающихся под водой сокровищ «Аточи» оценивается не менее чем в 500 млн долларов.